# NGC 4171
NGC 4171 – prawdopodobnie gwiazda znajdująca się w gwiazdozbiorze Warkocza Bereniki, widoczna w pobliżu zwartej grupy galaktyk NGC 4169, NGC 4173, NGC 4174 i NGC 4175. Zaobserwował ją Heinrich Louis d’Arrest 10 maja 1864 roku i skatalogował jako obiekt typu „mgławicowego”. Baza SIMBAD błędnie identyfikuje NGC 4171 jako duplikat galaktyki NGC 4173.